# قائمة حكام بيثينيا
هذه الصفحة تسرد حكام وملوك مملكة بيثينيا، المملكة القديمة التي حكمت في شمال غرب الأناضول.

## الحكام الأمراء
- ديودالسيس 435 ق م.
- بوتايراس 375 ق م.
- باس 376-325 ق م.
- زيبويتيس الأول 326-297 ق م (ملك في القائمة أدناه)

## الملوك
- زيبويتيس الأول 297-278 ق م (حاكم في القائمة بعاليه)
- زيبويتيس الثاني 278-276 ق م.
- نايكوميديس الأول 278-255 ق م.
- إتازيتا (وصي العرش) 255-254 ق م.
- زيايلاس 254-228 ق م.
- بروسيوس الأول خولس 228-182 ق م.
- بروسيوس الثاني سينيغوس 182-149 ق م.
- نايكوميديس الثاني إبيفانيس 149-127 ق م.
- نايكوميديس الثالث يويرجيتيس 127-94 ق م.
- نايكوميديس الرابع فيلوبيتر 94-74 ق م.
- سقراط خريستوس، حكم لفترة وجيزة حوالي 90 ق م.

تظهر القطع النقدية التي أصدرها هؤلاء الملوك شعاراتها وصورهم الملكية، وهي منقوشة على القطع بالأسلوب الهلنستي المميز والفريد.

## Notes
1. ↑  نقود من آسيا الصغرى - قطع نقدية من ملوك بيثينيا نسخة محفوظة 11 أغسطس 2016 على موقع واي باك مشين.